# ساني أباتشا
الجنرال ساني أباتشا (بالإنجليزية: Sani Abacha)‏ (20 سبتمبر 1943 - يونيو 1998) ضابط عسكري و رئيس سابق لنيجيريا بين عامي 1993-1998.

## النشأة والتعليم
ولد في مدينة كانو شمال نيجيريا لأبوين من قبيلة "الكانوري"، ودرس في مدارس كانو قبل أن يلتحق بالجيش في كليّة التدريب العسكري في كادونا عام 1962. ثم حصل على بعثة تدريبية عسكرية في المملكة المتحدة عام 1962- 1963م، وفي مدرسة المشاة عام 1966 -1971.

## النشاط السياسي والعسكري
قاتل في الحرب الأهلية النيجيرية التي بدأت في 1967، وحصل على رتبة عقيد عام 1975، وحضر دورة قيادة الأركان في كلية جاجي عام 1976. وفي عام 1982، سافر إلى كاليفورنيا بالولايات المتحدة لدراسة الخطط الدفاعية الدولية، وكان ضمن المجموعة العسكرية التي قامت بانقلاب عسكري ضد الرئيس السابق شيخو شاجاري وأطاحت بحكمه عام 1983، ونصبوا الجنرال محمد بخاري حاكمًا عسكريًا لنيجيريا في ديسمبر 1983، ليصبح عضوًا في المجلس العسكري الأعلى برتبة لواء.
شارك أباتشا أيضا في إزاحة الجنرال محمد بخاري وذلك بعد سنتين من الانقلاب العسكري على شيخو شاجاري، وتم حينها تنصيب الجنرال إبراهيم بابانقيدا حاكمًا على البلاد عام 1985، ليتولى منصب رئيس هيئة الأركان النيجيرية في ذاك الوقت، ثم وزير الدفاع في أغسطس 1990. وفي عام 1992، حصل على رتبة فريق أول.

## الانقلاب والرئاسة
في فبراير عام 1993، ألقى أباتشا خطابا هاما لخّص فيه التزام الحكومة العسكرية بإنهاء الحكم العسكري في نيجيريا والتوجه إلى الإصلاح الديمقراطي والسماح بإجراء انتخابات حرّة في نيجيريا في يونيو 1993. وعندما اتضح أنّ رجل الأعمال مسعود أبيولا المرشّح المدني للرئاسة قد فاز في الانتخابات، ألغى الرئيس بابانغيدا النتائج التي أُعلنت وأثناء هذه الفوضى السياسية الحاصلة في الشارع النيجيري، نظّم الجنرال ساني أباتشا انقلابا عسكريا واستولى على الحكم في نوفمبر 1993، واستلم السلطة بينما كان رئيس الدولة إبراهيم بابنغيدا يستعد لتولّي زمام الحكومة الانتقالية شبه المدنية لحين الانتهاء من ترتيب إعادة الانتخابات، وبالتالي لم يتم انتقال السلطة للمرشح المدني الجديد، وأصبح الجنرال ساني أباتشا رئيسًا للدولة وقائدًا عامًا للقوات المسلحة النيجيرية.
قام أباتشا بتصفية كلّ المؤسسات الديمقراطية المدنية في المؤسسة العسكرية مبكرًا خلال فترة رئاسته، واستبدل مسئولي الحكومة المنتخبين بضبّاط عسكريين. كان جميع أعضاء المجلس الحاكم المؤقّت من كبار ضبّاط الجيش، الذين ينتمي إليهم أباتشا فقد كان قبل الانقلاب رئيسًا لهيئة الأركان ووزيرًا للدفاع. ومنع الأحزاب السياسية غير الرسمية أو أيّ شكل من أشكال المعارضة السياسية.
بين الأشخاص الأكثر بروزا والذين حجزوا من قبل النظام كان رئيس الدولة المنتظر مسعود أبيولا الذي مات في السجن في يوليو 1998، كذلك رئيس الدولة السابق أولوسيجون أوباسانجو بالإضافة لاختصاصي شئون البيئة الصحفي كين سارو ويوا الذي نفّذ به حكم الإعدام في عام 1995، على الرغم من المطالبة الدولية بإطلاق سراحه حيث أُعدم هو وثمانية من رفاقه الذين اعترضوا على سياسات الحكومة النفطية.
سيطر أباتشا على الدولة وأعطى ضباط الجيش صلاحيات واسعة بأن أصبح جميع حكام الولايات من كبار ضباط الجيش ولم يبقي حاكما مدنيا واحدا.
في عام 1998، استقبل أباتشا البابا يوحنا بولس الثاني عند زيارته لنيجيريا، وكذلك استقبل الزعيم الفلسطيني ياسر عرفات وأجرى معه محادثات رسمية.

## الوفاة
توفي أباتشا بشكل مفاجئ في 8 يونيو 1998، وأعلن رسميًا أن سبب وفاته ناتجة عن نوبة قلبية، لكن الإشاعات الأخرى تؤكد على أنه مات مسمومًا.
تولى الجنرال عبد السلام أبو بكر الحكم مباشرة وبسرعة بعد وفاة أباتشا حيث كان يشغل منصب رئيس هيئة الأركان وبتزكية من المجلس الحاكم لعدم ترك فراغ دستوري في البلاد، و دُفِن الجنرال أباتشا دفنًا إسلاميًا في منزله بمدينة كانو شمال نيجيريا تاركا زوجته وأبناؤه التسعة (ستة أولاد وثلاث بنات).

## روابط خارجية
- ساني أباتشا على موقع الموسوعة البريطانية (الإنجليزية)
- ساني أباتشا على موقع مونزينجر (الألمانية)
- ساني أباتشا على موقع إن إن دي بي (الإنجليزية)